# Seymour (condado de Outagamie, Wisconsin)
Seymour es un pueblo ubicado en el condado de Outagamie en el estado estadounidense de Wisconsin. En el Censo de 2010 tenía una población de 1193 habitantes y una densidad poblacional de 15,14 personas por km².

## Geografía
Seymour se encuentra ubicado en las coordenadas 44°32′49″N 88°18′48″O / 44.54694, -88.31333. Según la Oficina del Censo de los Estados Unidos, Seymour tiene una superficie total de 78.79 km², de la cual 78.74 km² corresponden a tierra firme y (0.06%) 0.05 km² es agua.

## Demografía
Según el censo de 2010, había 1193 personas residiendo en Seymour. La densidad de población era de 15,14 hab./km². De los 1193 habitantes, Seymour estaba compuesto por el 95.73% blancos, el 0.5% eran afroamericanos, el 2.68% eran amerindios, el 0% eran asiáticos, el 0% eran isleños del Pacífico, el 0.25% eran de otras razas y el 0.84% pertenecían a dos o más razas. Del total de la población el 1.26% eran hispanos o latinos de cualquier raza.